# Angel Fire
Angel Fire ist eine Ortschaft im Colfax County im US-Bundesstaat New Mexico.

## Geografie
Der Ort liegt in der südwestlichen Ecke des Countys im Nordosten von New Mexico, ist im Norden etwa 35 km von Colorado entfernt. Es ist in der Sangre de Cristo Range, einem Teilgebirge der Rocky Mountains gelegen.

## Demografische Daten
Nach der Volkszählung im Jahr 2000 lebten hier 1048 Menschen in 462 Haushalten und 340 Familien. Die Bevölkerungsdichte betrug 14 Einwohner pro km². Ethnisch betrachtet setzte sich die Bevölkerung zusammen aus 90,46 % weißer Bevölkerung, 0,19 % Afroamerikanern, 1,05 % amerikanischen Ureinwohnern, 0,95 % Asiaten und anderen Gruppen. Bis zum Jahr 2010 stieg die Bevölkerung auf 1216 Einwohner, was einer jährlichen Wachstumsrate von 1,36 % entspricht.
Von den 462 Haushalten hatten 24,20 % Kinder und Jugendliche unter 18 Jahre, die bei ihnen lebten. 64,90 % waren verheiratete, zusammenlebende Paare, 5,60 % waren allein erziehende Mütter und 26,20 % waren keine Familien, 20,60 % bestanden aus Singlehaushalten und in 5,20 % lebten Menschen im Alter von 65 Jahren oder darüber. Die Durchschnittshaushaltsgröße betrug 2,27 und die durchschnittliche Familiengröße lag bei 2,56 Personen.
Auf den gesamten Ort bezogen setzte sich die Bevölkerung zusammen aus 19,90 % Einwohnern unter 18 Jahren, 3,30 % zwischen 18 und 24 Jahren, 22,70 % zwischen 25 und 44 Jahren, 38,10 % zwischen 45 und 64 Jahren und 15,90 % waren 65 Jahre alt oder darüber. Das Durchschnittsalter betrug 47 Jahre. Auf 100 weibliche Personen kamen 104,7 männliche Personen. Auf 100 Frauen im Alter von 18 Jahren oder darüber kamen statistisch 101,2 Männer.
Das jährliche Durchschnittseinkommen eines Haushalts betrug 48.250 USD, das Durchschnittseinkommen der Familien betrug 56.125 USD. Männer hatten ein Durchschnittseinkommen von 35.417 USD, Frauen 26.429 USD. Das Prokopfeinkommen betrug 29.614 USD. 6,70 % der Familien und 11,70 % der Bevölkerung lebten unterhalb der Armutsgrenze.

## Weiteres
In Angel Fire befindet sich der Vietnam Veterans Memorial State Park.